# Grand-Axhe
Grand-Axhe (wa. Grand-Åxhe) – dzielnica (section) miasta Waremme w Belgii, w Regionie Walońskim, w prowincji Liège, w okręgu Waremme. 1 stycznia 2020 roku liczyła 478 mieszkańców. Do 16 lipca 1971 r. samodzielna gmina. 

## Demografia
Liczba mieszkańców, stan na 1 stycznia:
| Rok                | 1930 | 1947 | 1961 | 2020 |
| ------------------ | ---- | ---- | ---- | ---- |
| Liczba mieszkańców | 561  | 553  | 495  | 478  |